# Ana Bárbara
Ana Bárbara er en mexicansk sanger, født Altagracia Ugalde Motta  den 10. januar 1971 i Río Verde, San Luis Potosí. Fra hendes mor side har hun også italienske aner.